# Zvole (ort i Tjeckien, Vysočina)
Zvole är en ort i Tjeckien.   Den ligger i regionen Vysočina, i den centrala delen av landet, 140 km sydost om huvudstaden Prag. Zvole ligger 528 meter över havet och antalet invånare är 628.
Terrängen runt Zvole är lite kuperad. Runt Zvole är det glesbefolkat, med 20 invånare per kvadratkilometer. Närmaste större samhälle är Bystřice nad Pernštejnem, 7,0 km nordost om Zvole. Trakten runt Zvole består till största delen av jordbruksmark.